# تاف‌تریز (پنسیلوانیا)
تاف‌تریز (به انگلیسی: Toftrees) یک منطقهٔ مسکونی در ایالات متحده آمریکا است که در شهرستان سنتر، پنسیلوانیا واقع شده‌است. تاف‌تریز ۲٫۲۷ کیلومتر مربع مساحت و ۲٬۰۵۳ نفر جمعیت دارد و ۳۷۷٫۹۶ متر بالاتر از سطح دریا واقع شده‌است.